# Татаринов, Михаил Спиридонович
Михаи́л Спиридо́нович Тата́ринов (1857 — ?) — бухгалтер Сызранской уездной земской управы, депутат Государственной думы II созыва от Симбирской губернии, большевик.

## Биография
Из мещан. Отец был столяром. Выпускник Вольского реального училища, учился в Цюрихском политехникуме, затем был вольнослушателем в Петербургском университете. Работал бухгалтером в Сызранской уездной земской управе и на асфальтовом заводе. Смотритель больницы в сызранском земстве. В 1890 году входил в сызранский марксистский кружок под руководством В. А. Ионова и А. И. Ерамасова, один из первых  Симбирской губернии. В это время был переплетчиком. Состоял в Российской социал-демократической рабочей партии. Был близок к большевикам. Во время революционных событий вместе с вернувшимся в Сызрань из ссылки Н. В. Тверитиным активно участвовал в создании профсоюза приказчиков.
6 февраля 1907 года избран в Государственную думу II созыва от общего состава выборщиков Симбирского губернского избирательного собрания. Вошёл в состав Социал-демократической фракции, был близок к её меньшевистскому крылу. Был избран секретарём думской Бюджетной комиссии. Был отстранён от занимаемой должности бухгалтера земской управы "за принадлежность к одному из сообществ" (подразумевалось членство в РСДРП). 
Служил управляющим Батракским асфальтовым заводом. Был арестован помещен в Петербургские "Кресты", затем освобождён.
По данным департамента полиции в январе 1910 года входил в большевистскую группу в Льеже.
Дальнейшая судьба и дата смерти неизвестны.

## Семья
Был женат.

### Архивы
- Российский государственный исторический архив. Фонд 1278. Опись 1 (2-й созыв). Дело 422; Дело 556. Лист 7 оборот.